# Murgasz (schronisko)
Murgasz (bułg. Мургаш) – schronisko turystyczne w Starej Płaninie w Bułgarii. Znajduje się na południowy zachód od szczytu Murgasza (1687 m n.p.m.). Jest to murowany trzypiętrowy budynek o pojemności 60 miejsc z zewnętrznymi węzłami sanitarnymi. Budynek ma dostęp do wody bieżącej, prąd na agregat, ogrzewany jest piecem. Dysponuje kuchnia turystyczną i jadalnią. Do schroniska dociera się z Buchowa szutrową drogą (14 km). Schronisko jest na trasie europejskiego długodystansowego szlaku pieszego E3 ( Kom - Emine).
Sąsiednie obiekty turystyczne:
- szczyt Murgasz (1687м.) - 30 min.
- przełęcz Witinia - 6 godz.
- schronisko Leskowa - 6,30 godz.
- schron turystyczny Witinia - 6 godz.

Szlak są znakowane.
Punkty wyjściowe:
- Buchowo - 4 godz.
- Żelawa - 3,30 godz.
- Czurek - 4,30 godz.
- Żerkowo - 4 godz.
- Wraczesz - 6 godz.